# Centre de Coordinació d'Alertes i Emergències Sanitàries
El Centre de Coordinació d'Alertes i Emergències Sanitàries (CCAES), creat l'any 2004, és el centre responsable a Espanya de coordinar la gestió de la informació i donar suport a la resposta davant de situacions d'alerta o emergència sanitària nacional o internacional que suposin una amenaça per a la salut de la població. Dependent de la Direcció General de salut Pública (DGSP) del Ministeri de Sanitat i dirigit en actualment per l'epidemiòleg Fernando Simón. Aquest centre és, a més, la unitat responsable de l'elaboració i desenvolupament dels plans de preparació i resposta per fer front a les amenaces de salut pública dins l'estat espanyol principalment.

## Funcions
D'acord amb l'ordre de la seva creació, el Centre de Coordinació d'Alertes i Emergències Sanitàries és la unitat que coordina la informació, procedent tant de les xarxes existents com d'altres fonts no integrades, i els sistemes de respostes davant de situacions de crisi i emergències per a la salut i consum de forma permanent, les 24 hores del dia i tots els dies de l'any.
Les seves principals funcions són:
1. Desenvolupar i mantenir el sistema ràpid de detecció, comunicació, avaluació i resposta davant d'alertes sanitàries (SIAPR).
2. Donar seguiment en l'acompliment dels requisits sobre les capacitats nacionals recollits en l'Annex IA del Reglament Sanitari Internacional (2005) i treballar amb les comunitats autònomes i la Administració General de l'Estat per garantir la implementació del Reglament Sanitari Internacional (2005) a Espanya.
3. Elaborar, en coordinació amb altres organismes públics implicats, plans de preparació i resposta davant amenaces actuals o emergents per a la salut pública.
4. Coordinar la Xarxa Nacional de Vigilància Epidemiològica (RENAVE) en col·laboració amb l'Institut de Salut Carlos III.